# Marcorignan
Marcorignan är en kommun i departementet Aude i regionen Occitanien  i södra Frankrike. Kommunen ligger  i kantonen Narbonne-Ouest som ligger i arrondissementet Narbonne. År 2022 hade Marcorignan 1 318 invånare.

## Befolkningsutveckling
Antalet invånare i kommunen Marcorignan
Referens: INSEE